# Kurt Suchy
Kurt Suchy (* 13. November 1926 in Dessau; † 26. Mai 2013 in Hilden) war ein deutscher theoretischer Physiker.
Nach einem Studium mit Promotion an der Universität Greifswald, Berufstätigkeit unter anderem im Unternehmen von Edgar Gretener in der Schweiz und seiner Habilitation an der Universität Marburg wurde er 1971 Lehrstuhlinhaber an der Universität Düsseldorf, wo er von 1976 bis 1978 auch Rektor war. Schwerpunkte seiner Forschungsarbeit waren die kinetische Plasmatheorie sowie Wellen- und Strahlenausbreitung.

## Publikationen (Auswahl)
- Die Dielektrizitätsdyade des allgemeinen Plasmas. Dissertation, Greifswald 1951.
- Neue Methoden in der kinetischen Theorie verdünnter Gase. In: Ergebnisse der exakten Naturwissenschaften. Bd. 35, Springer, Berlin 1964, S. 103–294.
- mit Karl Rawer: Radio-observations of the Ionosphere. Springer-Verlag, Berlin 1967.
- mit Gerhard Schmidtke und Karl Rawer: Handbuch der Physik 49.7, Geophysik 3./7. Springer, Berlin 1984.